# Parachernes plumatus
Parachernes plumatus är en spindeldjursart som beskrevs av Beier 1933. Parachernes plumatus ingår i släktet Parachernes och familjen blindklokrypare. Inga underarter finns listade i Catalogue of Life.